# Ditrichum darjeelingense
Ditrichum darjeelingense là một loài rêu trong họ Ditrichaceae. Loài này được Renauld & Cardot mô tả khoa học đầu tiên năm 1905.